# サザナミトサカハギ
サザナミトサカハギ （学名：Naso vlamingii）は、テングハギ属の魚類の一種。インド太平洋に分布する。

## 分類・名称
1835年にフランスの動物学者であるアシル・ヴァランシエンヌによってNaseus vlamingiiとして記載され、タイプ産地はモルッカ諸島であった。
種小名は本種の標本を収集したオランダの探検家であるCornelis de Vlaminghへの献名。

## 分布
インド太平洋に広く分布し、分布域はインド洋ではケニアと南アフリカの間のアフリカ東海岸からインド洋の島々まで広がる。太平洋では北は南日本、東はガラパゴス諸島、南はニューカレドニアとオーストラリアまで広がる。オーストラリアでは、グレートバリアリーフ北部からニューサウスウェールズ州のシドニー沖まで、およびタスマン海のロード・ハウ島周辺で見られる。日本では小笠原諸島，伊豆諸島，神奈川県，静岡県，和歌山県，新潟県、岩手県および屋久島以南の琉球諸島に生息する。

## 形態

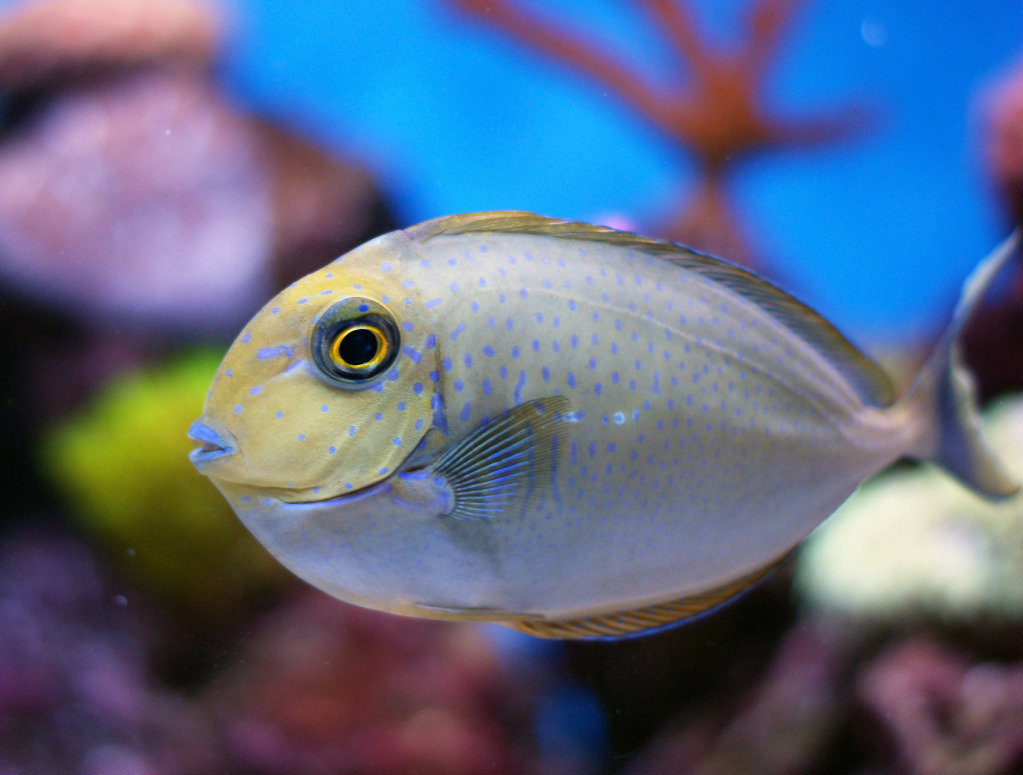
幼魚

背鰭は長く6棘26 - 27軟条から成り、臀鰭は2棘27 - 29 軟条から成る。体高は高く、体長は亜成体で体高の2.2倍、成体で2.6倍。吻部が前方へ膨出する。尾柄に2つの骨質板がある。成魚は尾鰭両端が糸状に延びる。体色は灰褐色または赤褐色で、頭と体側面上部に小さな濃い青色の斑点が散らばる。体側面下部では縞模様になっている。目から吻の膨出部まで青い帯が入る。唇は青く、下は青黒い。胸鰭基部後方に不規則な青い斑点がある。尾鰭は基部が青色、中央が灰色で縁が黄色く、上縁は青色。求愛行動の際や、掃除魚に掃除してもらっているときは、模様や体色が鮮やかになる。体長は60 cm。

## 生態
深いラグーンや海側のサンゴ礁に生息する。群れを作り、動物プランクトンを食べる。雑食性の種である。オオメカマス、タツカマス、ギンガメアジなどの肉食魚の群れの間を夜に泳ぎ、これらの魚の糞を食べるのが観察されている。

## 利用
沖縄県では追い込み漁や刺し網などで漁獲され、食用として利用される。アクアリウムでも飼育される。